# Гаетано Сабатини
Гаетано Сабатини (итал. Gaetano Sabatini; 1703 — 1734) био је италијански цртач и сликар.
Сабатини је умро млад и мало тога се данас зна о његовом животу. Студирао је у Болоњи, усавршавајући сопствени цртеж, а касније применујући то и на своје слике. Био је глув и нем због чега је зарадио надимак Il Mutolo (мутавац). Музеј у Италији Getty Museum поседује у својој колекцији аутопортрет Сабатинија.